# Гопалгандж (город, Бангладеш)
Гопалга́ндж (бенг. গোপালগঞ্জ) — город и муниципалитет в центральной части Бангладеш, административный центр одноимённого округа и подокруга Гопалгандж-Садар. Муниципалитет был основан в 1972 году. Площадь города равна 8,59 км². По данным переписи 2001 года, в городе проживало 40 987 человек, из которых мужчины составляли 53,27 %, женщины — соответственно 46,73 %. Плотность населения равнялась 4771 чел. на 1 км². Уровень грамотности взрослого населения составлял 66,9 % (при среднем по Бангладеш показателе 43,1 %).
В 1986 году в Гопалгандже выпали рекордные по величине градины весом более 1 килограмма, ставшие причиной смерти 92 человек.